# Austinmer
Austinmer är en förort till staden Wollongong i New South Wales i Australien. Folkmängden uppgick till 2 211 år 2006.

## Kommunikationer

### Järnväg
Austinmer betjänas av Austinmer Railway Station som ligger på järnvägslinjen South Coast Line.

### Väg
Auburn är beläggen nära landsvägen Princes Highway.